# Bodhiruci
Bodhiruci (菩提流支, Pinyin: Pútíliúzhī, Wade-Giles: P'u-t'i-liu-chih, giapponese: Bodairushi; ... – 527) è stato un monaco buddhista e traduttore indiano.
Originario dell'India settentrionale, Bodhiruci è stato uno dei più prolifici traduttori dal sanscrito al cinese di opere buddiste. Nel Tempio di Shàolín, situato nei pressi dell'allora capitale Luoyang, Bodhiruci completò la traduzione di oltre trenta sutra e commentari mahāyāna. È ricordato soprattutto per aver operato su testi della scuola Cittamātra come il Laṅkāvatārasūtra e il Saṃdhinirmocana-Sutra, ma anche su altri sutra mahāyāna come il Sutra del Diamante e   il Sutra del Loto.
A Bodhiruci si attribuiscono, tra le altre, le seguenti traduzioni:
- Saṃdhinirmocanasūtra (Sutra che rivela il pensiero o Sutra che rivela i misteri, 深密解脫經 Shēnmì jiětuō jīng, giapp. Shinmitsu gedatsu kyō, T.D. 675.16.668-687) tradotto nel 514;
- Laṅkāvatārasūtra (Sutra della discesa a Lanka, 入楞伽經 Rulengqiejing, in 10 fascicoli, T.D. 671.16.514-586) tradotto nel 513;
- Saddharmapuṇḍarīka-sūtra-upadeśa (妙法蓮華經憂波提舍 Miào fǎ liánhuā jīng yōupōtíshè, giapp. Myōhō renge kyō ubadaisha, T.D. 1522.26.123b-203b), Commentrario sul Sutra del Loto, opera di Vasubandhu.
- Vajracchedikā-prajñāpāramitā-sūtra (Sutra della perfezione della saggezza che recide come un diamante, o più brevemente Sutra del diamante che recide, 金剛般若波羅蜜經 Jīngāng banruo boluómì jīng, giapp. Kongō hannyaharamitsu kyō, T.D. 236.8.752c-761c) tradotto nel 509;
- Daśabhūmikasūtra-śāstra (十地經論, Shídì jīnglùn, giapp. Jūji kyō ron, T.D.1522.26.123b-203b), un commentario dell'Avataṃsakasūtra (華嚴經, Huāyánjīng, giapp. Kegon kyō, Sutra della ghirlanda fiorita di Buddha), redatto da Vasubandhu.
- Mahāsatyanirgranthasūtra (大薩遮尼乾子所說經,  Dàsàzhē nígānzí suǒ shuō jīng, giapp. Dai satsusha nikanji sho setsu kyō, T.D. 272), un sutra mahāyāna dove il Buddha Shakyamuni insegna a Mañjuśrī la pratica delle sei pāramitā unitamente allo sviluppo della bodhicitta.

Il Bodhiruci del VI secolo non va tuttavia confuso con un omonimo monaco indiano traduttore che operò nel VII secolo, sotto la Dinastia Tang a cui si deve, ad esempio, la traduzione, tra il 706 e il 713, del Dà bǎojī jīng (大寶積經, Ratnakūṭasūtra, giapp. Daihōshakukyō, Sutra del cumulo di gioielli, T.D. 310.11.1-687) in 120 fascicoli.